# Musée de la Nubie
Le musée de la Nubie (Nubia Museum en anglais) à Assouan recueille les vestiges d'une civilisation dont les terres ont été englouties par le lac Nasser.

## Historique
Mis en chantier à la suite d'un appel lancé par l'UNESCO à la communauté internationale le 3 mars 1982, et inauguré en 1997, le musée ne se limite pas à l'exposition de vestiges antiques, mais veut également témoigner de la Nubie moderne. Le musée est destiné à devenir le  plus important centre d'études scientifiques de la civilisation nubienne, de l'Antiquité jusqu'à l'époque moderne.
Une grande partie de l'exposition se trouve à l'extérieur, dans le grand jardin de 43 000 m2 qui entoure le musée proprement dit de 7 000 m2 (occupation au sol).
Le musée a été conçu par l'architecte égyptien Mahmoud El Hakim.

## Architecture
Situé au sommet d'une colline rocheuse, dans une zone historique où se trouvent des  carrières de l'Antiquité égyptienne, le bâtiment, relativement bas, est à deux niveaux.
Le toit et les façades de l'édifice sont en pierre locale. 
Le parti-pris architectural exploite de manière  fonctionnelle la voûte cintrée en chaînette, élément distinctif de l'architecture nubienne depuis les temps préhistoriques : on la retrouve notamment au porche de l'entrée principale et aux lucarnes qui laissent entrer la lumière du soleil à travers un vitrage thermo-isolant. 

## Collections
L'établissement, consacré à l'histoire de la région depuis les temps  préhistoriques jusqu'à  la construction du haut barrage d'Assouan, présente des collections archéologiques - objets et  documents - allant jusqu'à la période islamique, ainsi que des matériels d'intérêt ethnographique. Des  gravures préhistoriques et des éléments d'architecture détachés de leur support originel sont également exposés. 
La présentation des objets illustre les thèmes suivants :
- l'environnement nubien et ses origines ;
- la préhistoire ;
- la phase archaïque nubienne ;
- l'époque des pyramides ;
- le Moyen Empire et la phase intermédiaire nubienne ;
- le royaume de Nubie et la période des Hyksôs (XVIe siècle avant notre ère) ;
- le Nouvel Empire ;
- la Nubie sous domination égyptienne ;
- la XXVe dynastie, dite éthiopienne ;
- l'occupation méroïtique de la Nubie inférieure ;
- le crépuscule du paganisme ;
- les souverains de Ballana et Qustul (Ve et VIe siècles) ;
- Nubie chrétienne et Nubie islamique (1500-1800).

Le musée est doté d'un laboratoire de restauration équipé d'un matériel de pointe et d'une bibliothèque consacrée à l'histoire de la Nubie et à la campagne de Nubie.
Un espace d'exposition en plein air permet de présenter les pièces archéologiques de grande taille ; on y voit en outre une caverne avec un zoo préhistorique et un village nubien reconstitué autour d'un petit lac et d'un cours d'eau.